# 愛默戴爾
《愛默戴爾》（英語：Emmerdale，舊稱「愛默戴爾農場」）是英國的一個長壽肥皂劇節目，故事舞台是位於約克郡谷地的一個虛構的村莊。愛默戴爾在1972年10月16日首播，由ITV約克郡（當時稱為約克郡電視）製作。2012年10月16日，愛默戴爾迎來其播出40週年的紀念。現在愛默戴爾是英國第二長壽的肥皂劇節目，僅次於《加冕街》，並且在所有ITV區域都可以收看。現在愛默戴爾在每週一至週五19點播出，每週四20點還會加演一集。每集30分鐘。愛默戴爾現在平均每集有500至700萬觀眾收看。愛默戴爾在愛爾蘭等國家亦有播出。

## 外部連結
- itv.com上《Emmerdale 》的資料
- Emmerdale （页面存档备份，存于） ClassicTelly.com
- Emmerdale （页面存档备份，存于） What's on TV
- 互联网电影数据库（IMDb）上《愛默戴爾》的资料（英文）